# John Harris
Pour les articles homonymes, voir Harris.
John Harris né en 1666 dans le Shropshire, mort le 7 septembre 1719 à Norton Court (Kent) est un pasteur, scientifique, écrivain et encyclopédiste anglais.
Il est à l'origine du Lexicon Technicum, l'une des premières encyclopédies, au sens moderne du terme, rédigée en anglais.

## Biographie
Après avoir été élève au Trinity College d'Oxford de 1684 à 1688, John Harris s'occupe de la paroisse d'Icklesham (Sussex), et par la suite de celle de St Thomas (Winchelsea). 
Nommé en 1696 en tant que membre de la Royal Society, il publie dans leurs Philosophical Transactions les résultats de ses observations au microscope sur des micro-organismes, sa description des Bdelloïdés constituant un travail inédit.
En 1698, il anime la septième séance des Boyle Lectures. 
Entre 1702 et 1704, il donne une série de conférences sur les mathématiques au Marine Coffee House (Birchin Lane, Londres), série organisée par le brasseur et parlementaire Charles Cox. Au cours de ses prestations fort courues, John Harris se présente au public en tant que « professeur particulier de mathématiques pour les résidents d'Amen Corner », allusion pleine d'humour au Collège royal de médecine situé à cet endroit et dont les membres avaient manifesté quelque animosité à son égard à la suite de la publication de son encyclopédie, le Lexicon Technicum. 
Il a pour protecteur le comte et Lord chancelier William Cowper, qui le place à l'abri du besoin en le faisant nommer à une chaire universitaire rattachée à la cathédrale de Rochester.
Politiquement, Harris est proche des Whigs. S'il n'a pas de véritables ennemis, il se querelle, sans conséquence, avec quelques membres du clergé anglican sans doute rendus jaloux par sa réussite et sa puissance intellectuelle.
En 1709, il devient vice-président de la Royal Society mais finit totalement ruiné à la suite de mauvais placements boursiers, sans doute liés aux prémices de la crise financière londonienne de 1720.
À sa mort, il laisse inachevée une importante somme historique sur le Kent.

## LeLexicon Technicum
Publié à Londres en 1704 en un seul volume in-folio, le Lexicon Technicum:  Or, An Universal English Dictionary of Arts and Sciences:  Explaining not only the Terms of Art, but the Arts Themselves (Dictionnaire anglais universel des arts et des sciences...) est sans aucun doute l'une des premières encyclopédies au sens moderne et la première en langue anglaise. Il inspire Ephraim Chambers dans sa conception de la Cyclopaedia (1728) et même Denis Diderot et D'Alembert lors des travaux préparatoires à L'Encyclopédie. 

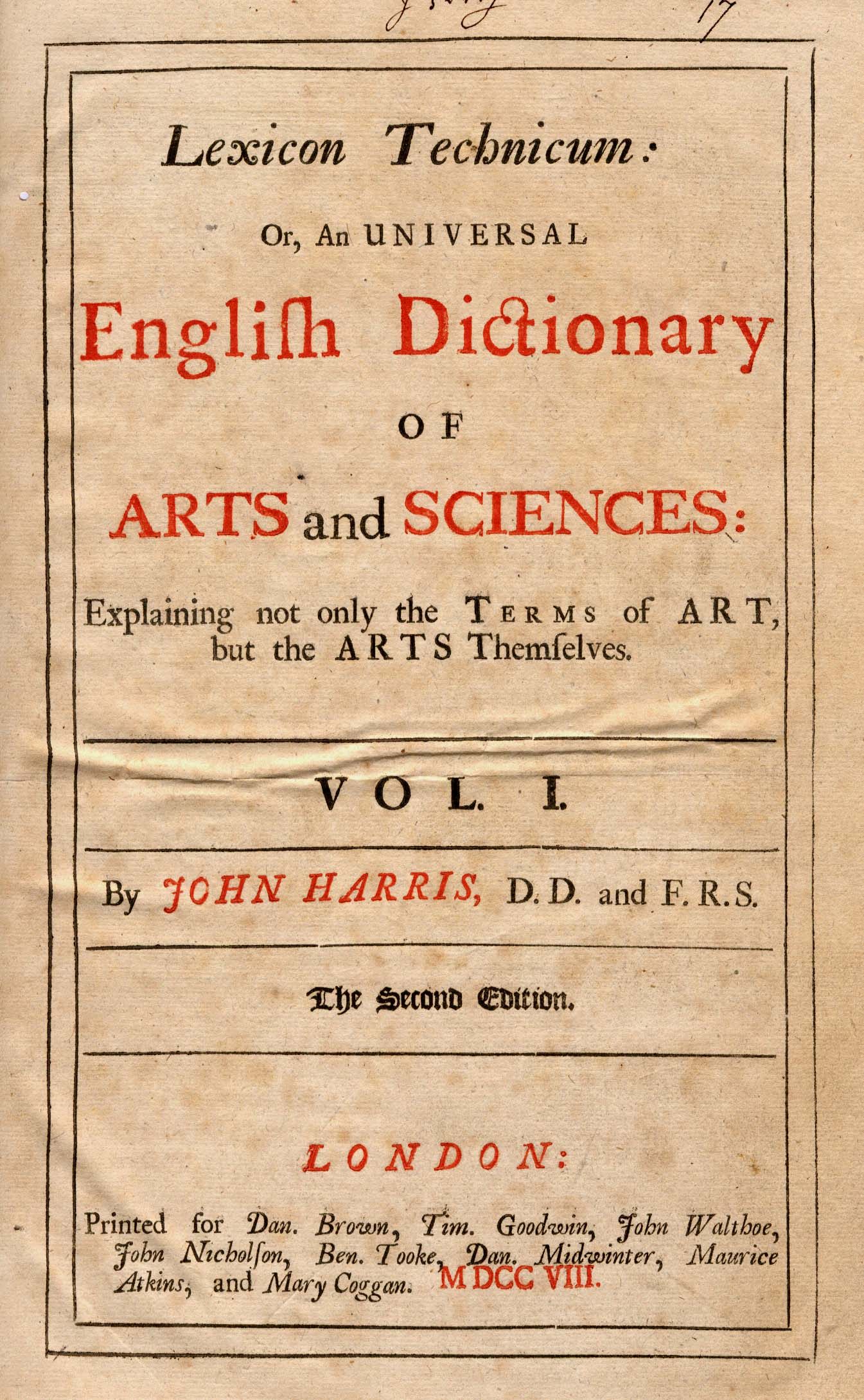
Première page du Lexicon Technicum, 2e édition, Londres, 1708

Cet ouvrage est bien plus qu'une suite alphabétique de définitions de « mots techniques ». C'est ainsi qu'il faut entendre la troisième partie du titre de l'ouvrage : Explaining not only the Terms of Art, but the Arts Themselves. Harris ne se contente pas de donner juste des définitions de mots techniques, il explore les techniques elles-mêmes, les métiers. S'il hérite des travaux encyclopédiques allemands et français du Grand Siècle, John Harris use d'une méthodologie axée sur les mathématiques et ses univers connexes, ce que nous appelons aujourd'hui les sciences et techniques : en cela, il est un véritable précurseur. Dépassant la stricte nomenclature des arts libéraux, il élargit sa vision aux beaux-arts, au commerce, au droit (1700 articles), à la musique. En revanche, on ne trouve presque rien sur la théologie, la poésie et aucune notice de type biographique.
En 1702, Harris lance un appel à souscription sous la forme d'un prospectus de trois pages.
En 1704, un 1er volume de 1220 pages comportant 4 planches d'illustrations hors-texte sort des presses. Dans sa préface, Harris laisse entendre qu'il rédigea son dictionnaire « avec un peu moins d'aide qu'il n'espérait » et s'empresse de préciser, comme c'est l'usage, que  « certains emprunts à des ouvrages antérieurs étaient inévitables ». Cependant, il assure que « la plupart des textes sont inédits ». La réception de cet ouvrage par la Royal Society est très positive : la revue Philosophical Transactions en produit la recension sur plus de 4 pages.
Un second volume, fort de plus de 1 419 pages, sort des presses en 1710 : plus de 1 300 souscripteurs ont passé commande, c'est un succès. On y trouve un traité sur les acides signé Isaac Newton, de nombreux tableaux relatifs aux mathématiques et à l'astronomie, d'importants développements sur l'anatomie, la chirurgie, la botanique et les techniques militaires, ainsi qu'une impressionnante bibliographie. L'ouvrage, dans la petite communauté scientifique européenne, commence à faire référence et c'est ainsi qu'Harris l'entendait.
Devenu populaire, le Lexicon Technicum est régulièrement réédité jusqu'en 1744.